# Luca Ekler
Luca Ekler, född 28 oktober 1998, i Szombathely, är en ungersk parafriidrottare som främst tävlar i 100 och 200 meter löpning och längdhopp i klassificeringen T38.

## Privatliv
Eklers syskon är vattenpolospelarna Bendegúz Ekler och Zsombor Ekler.
Vid tio års ålder drabbades Ekler av en stroke vilket förlamade hela vänstra sidan av hennes kropp.